# Пашковский, Максим Игоревич
Максим Игоревич Пашковский (укр. Максим Ігорович Пашковський; род. 24 марта 1983, Винница Винницкой области Украинской ССР) — украинский предприниматель и политический деятель, депутат Верховной рады Украины IX созыва (с 2019) от партии «Слуга народа».

## Биография
Родился 24 марта 1983 года в Виннице в семье инженера и учительницы музыки.
После окончания школы поступил на юридический факультет Киево-Могилянской академии.
С 2005 года работал младшим юристом у киевской юридической компании, с 2007 года — юристом в производственном холдинге ООО «Карбон». С 2009 году занялся частной юридической практикой, в 2012 году основал социальный проект "Юридическая клиника «Скорая юридическая помощь». С 2013 года работал в сфере ИТ-бизнеса, был директором ООО «Панчер Солюшнс».
На досрочных парламентских выборах 2019 года избран народным депутатом Верховной рады Украины IX созыва по избирательному округу № 11 (г. Винница, Винницкий район) Винницкой области от партии «Слуга народа» среди 13 кандидатов, получив 26,62 % голосов.
В 2021 году волноваской городской военно-гражданской администрацией награждён памятной медалью «За благотворительную деятельность».
В августе 2022 года возглавил подкомитет по адаптации законодательства Украины к положениям права Европейского Союза, выполнению международно-правовых обязательств Украины в сфере европейской интеграции Комитета по вопросам транспорта и инфраструктуры Верховной Рады Украины.